# Zielony libertarianizm
Zielony libertarianizm (nazywany także eko-libertarianizmem) – nurt we współczesnej myśli libertariańskiej, który rozwinął się przede wszystkim na początku XXI wieku w USA. Oparty jest w szczególności na wartościach głoszonym przez dwie największe z pomniejszych partii w USA (ang. third party), czyli Partii Zielonych i Partii Libertariańskiej.
Nurt ten jest jednocześnie adresowany do libertarian, ale także do zwolenników zielonej polityki. Zieloni libertarianie dążą do pogodzenia tych dwóch ideologii, na przykład poprzez łączenie wolnego rynku z ekologizmem, co spowodowało stworzenie pojęcia wolnorynkowego ekologizmu (ang. free-market environmentalism). Pojęcie to głosi, że wolny rynek, prawa własności oraz normy prawne są najlepszymi środkami do rozwoju gospodarki i ochrony oraz poprawny stanu środowiska.
Pierwotnie, ideały libertariańskie trudno było połączyć z rozwiązaniami dotyczącymi problemów środowiska. Znaczny rozwój tego nurtu nastąpił po roku 2000 i miała na niego duży wpływ wydana w 1999 książka pod tytułem Natural Capitalism, autorstwa Paula Hawkena, Amory’ego Lovinsa oraz Huntera Lovinsa, która udowodniła możliwość połączenia idei libertariańskich oraz zielonej polityki. Wiele wniosła także wydana w 2006 publikacja Green to Gold, autorstwa Daniela C. Esty oraz Andrew S. Winstona. Przeprowadzono w niej analizę badań na podstawie prób wykorzystania przez takie kompanie handlowe jak np. Walmart, ekologicznych rozwiązań w ich modelach biznesowych.

## Ideały
Ideałami jakimi kierują się zieloni libertarianie, są między innymi:
- prawo naturalne
- indywidualizm
- równe prawa – także w zakresie płci, rasy czy religii
- konstytucjonalizm
- ochrona środowiska
- wolność słowa
- sprzeciw wobec wojen oraz poszanowanie zasady nieagresji
- klasyczny liberalizm

## Partie i organizacje

### Partie
Jest kilka partii, które identyfikują się z wolnorynkowym ekologizmem:
- Partia Libertariańska (Stany Zjednoczone)[6]
- Partia Liberalno-Demokratyczna (Australia)[7]
- Partia Libertariańska (Wielka Brytania)[8]

### Organizacje
Jednymi z organizacji badawczych będących pionierami w rozwoju ekologicznej gospodarki rynkowej są:
- Rocky Mountain Institute[9]
- Property and Environment Research Center[10]